# Bourdic
Bourdic település Franciaországban, Gard megyében. Lakosainak száma 364 fő (2022. január 1.). Bourdic Arpaillargues-et-Aureillac, Aubussargues, Blauzac, Garrigues-Sainte-Eulalie és Sainte-Anastasie községekkel határos.

## Népesség
A település népességének változása:
| Lakosok száma | 208  | 211  | 236  | 315  | 398  | 386  | 380  | 374  | 371  | 364  |
|               | 1968 | 1982 | 1990 | 2006 | 2013 | 2015 | 2017 | 2019 | 2020 | 2022 |